# Pedro Silva Pereira
Manuel Pedro [da] Cunha da Silva Pereira (15 de agosto de 1962) é um jurista e político português. É eurodeputado desde 2014, tendo sido eleito Vice-Presidente do Parlamento Europeu em 2019.

## Biografia
É licenciado em Direito e mestre em Ciências Jurídico-Políticas, pela Faculdade de Direito da Universidade de Lisboa. É assistente da Faculdade de Direito da Universidade de Lisboa, em 1984 e professor auxiliar do Departamento de Direito da Universidade Autónoma de Lisboa Luís de Camões, desde 1986. Exerce a advocacia desde 1988, foi assessor jurídico do Ministério do Ambiente (1988-1997) e do ministro-adjunto do primeiro-ministro (1997-1999), editor de informação da TVI (1992-1996), membro do Comité de Peritos do Conselho da Europa para a Reparação por Danos Causados ao Ambiente (1988-1992) e do Grupo de Peritos Nacionais da União Europeia para a Responsabilidade Civil Ambiental (1995-1997).

## Governo de Portugal
Aderiu ao Partido Socialista em 2000, sendo membro do Secretariado Nacional, desde 2004. Foi eleito deputado à Assembleia da República, em 2002. Foi Secretário de Estado do Ordenamento do Território e da Conservação da Natureza (1999-2002). Foi também Deputado do Partido Socialista na Assembleia da República (2002-2014). Em 2005 foi nomeado ministro da Presidência do XVII Governo Constitucional, assumindo o mesmo cargo no XVIII Governo, em 2009.

## Parlamento Europeu
Deputado ao Parlamento Europeu, desde Julho de 2014, foi eleito pelo Partido Socialista e integra o Grupo Parlamentar da Aliança Progressista dos Socialistas e Democratas. Foi eleito Vice-Presidente do Parlamento Europeu em 2019 tendo como responsabilidades principais as pastas do “Orçamento” e da “Democracia europeia e iniciativa de cidadania europeia”, acompanhando também as questões relativas ao Banco Mundial e ao FMI e à Política Europeua de Vizinhança. É o coordenador do Grupo Parlamentar S&D no Grupo de Acompanhamento do Brexit do Parlamento Europeu. Integra delegação do Parlamento Europeu na Conferência Sobre o Futuro da Europa. É membro efetivo da Comissão dos Assuntos Constitucionais (AFCO), membro efetivo da Comissão dos Assuntos Económicos e Monetários (ECON) e membro suplente da Comissão do Comércio Internacional (INTA). É membro efetivo da Delegação para as relações com o Japão, tendo sido o relator permanente do Parlamento Europeu para o Acordo de Parceria Económica UE- Japão. É ainda membro suplente da Delegação à Assembleia Parlamentar Paritária UE-ACP (África, Caraíbas e Pacífico) e da Delegação à Assembleia Parlamentar Euro-Latino-Americana. Pertenceu, entre 2014 e 2016, à Comissão de Desenvolvimento, onde foi Presidente do Grupo de Trabalho para a cooperação com África e relator para o Financiamento do Desenvolvimento, tendo em vista a Conferência das Nações Unidas de Adis Abeba, em Junho de 2015.

## Carreira
- Assistente da Faculdade de Direito da Universidade de Lisboa (1984)
- Professor Auxiliar da Universidade Autónoma de Lisboa (1986)
- Assessor jurídico do Ministério do Ambiente (1988-1997)
- Editor de Informação da TVI (1992-1996)
- Assessor jurídico do Gabinete do Ministro Adjunto do Primeiro-Ministro (1997-1999)
- Membro do Comité de Peritos do Conselho da Europa para a Reparação por Danos Causados ao Ambiente (1988-1992)
- Membro do Grupo de Peritos Nacionais da União Europeia para a Responsabilidade Civil Ambiental (1995-1997)
- Militante do PS (2000) e membro do Secretariado Nacional (2004)
- Deputado à Assembleia da República (2002)
- Secretário de Estado do Ordenamento do Território e da Conservação da Natureza do XIV Governo Constitucional
- Ministro da Presidência do XVII e XVIII Governos Constitucionais (2005-2011)
- Deputado ao Parlamento Europeu, eleito pelo PS para a 8ª (2014-2019) e para a 9ª (2019-2024) legislaturas
- Vice-Presidente do Parlamento Europeu (2019- )